# Herb Gniewa
Herb Gniewa – jeden z symboli miasta Gniew i gminy Gniew w postaci herbu.

## Wygląd i symbolika
Herb przedstawia na błękitnej tarczy herbowej stojącą na złotym wzniesieniu białą mewę z czerwonymi nogami i dziobem, trzymającą złotą, wygiętą rybę w dziobie.

Sztandar Gniewa podczas bitwy pod Grunwaldem